# 가와모리 유마
가와모리 유마(일본어: 川森 有真, 1993년 2월 1일 ~ )는 일본의 축구 선수이다. 현재 일본 풋볼 리그의 레일락 시가에서 뛰고 있다.

## 구단 경력
그는 2016년부터 2020년까지 J리그의 가고시마 유나이티드 FC, 아술 클라로 누마즈에서 활동하였다.